# Fionoidea
Fionoidea J.E. Gray, 1857 è una superfamiglia di molluschi nudibranchi del sottordine Cladobranchia.

## Distribuzione e habitat
La superfamiglia ha una distribuzione cosmopolita, essendo presente nelle acque di tutti gli oceani, compresi quelli polari. Alcune famiglie (p.es. Flabellinidae, Samlidae) sono distribuite in prevalenza nelle acque tropicali e subtropicali, altre (p.es. Coryphellidae, Apataidae) sono presenti in prevalenza nelle acque temperate; alcune specie infine, come p.es quelle della famiglia Paracoryphellidae, sono endemismi dell'Artico e delle adiacenti aree settentrionali dell'Atlantico e del Pacifico.

## Tassonomia
La superfamiglia Fionoidea comprende le seguenti famiglie:
- Abronicidae Korshunova et al., 2017
- Apataidae Korshunova et al., 2017
- Calmidae Iredale & O'Donoghue, 1923
- Coryphellidae Bergh, 1889
- Cumanotidae Odhner, 1907
- Cuthonellidae M. C. Miller, 1977
- Cuthonidae Odhner, 1934
- Embletoniidae Pruvot-Fol, 1954
- Eubranchidae Odhner, 1934
- Fionidae Gray, 1857
- Flabellinidae Bergh, 1889
- Murmaniidae Korshunova et al., 2017
- Paracoryphellidae M. C. Miller, 1971
- Pinufiidae Er. Marcus & Ev. Marcus, 1960
- Pseudovermidae Thiele, 1931
- Samlidae Korshunova et al., 2017
- Tergipedidae Bergh, 1889
- Trinchesiidae F. Nordsieck, 1972
- Unidentiidae Millen & Hermosillo, 2012
- Xenocratenidae Martynov et al., 2020

### Alcune specie

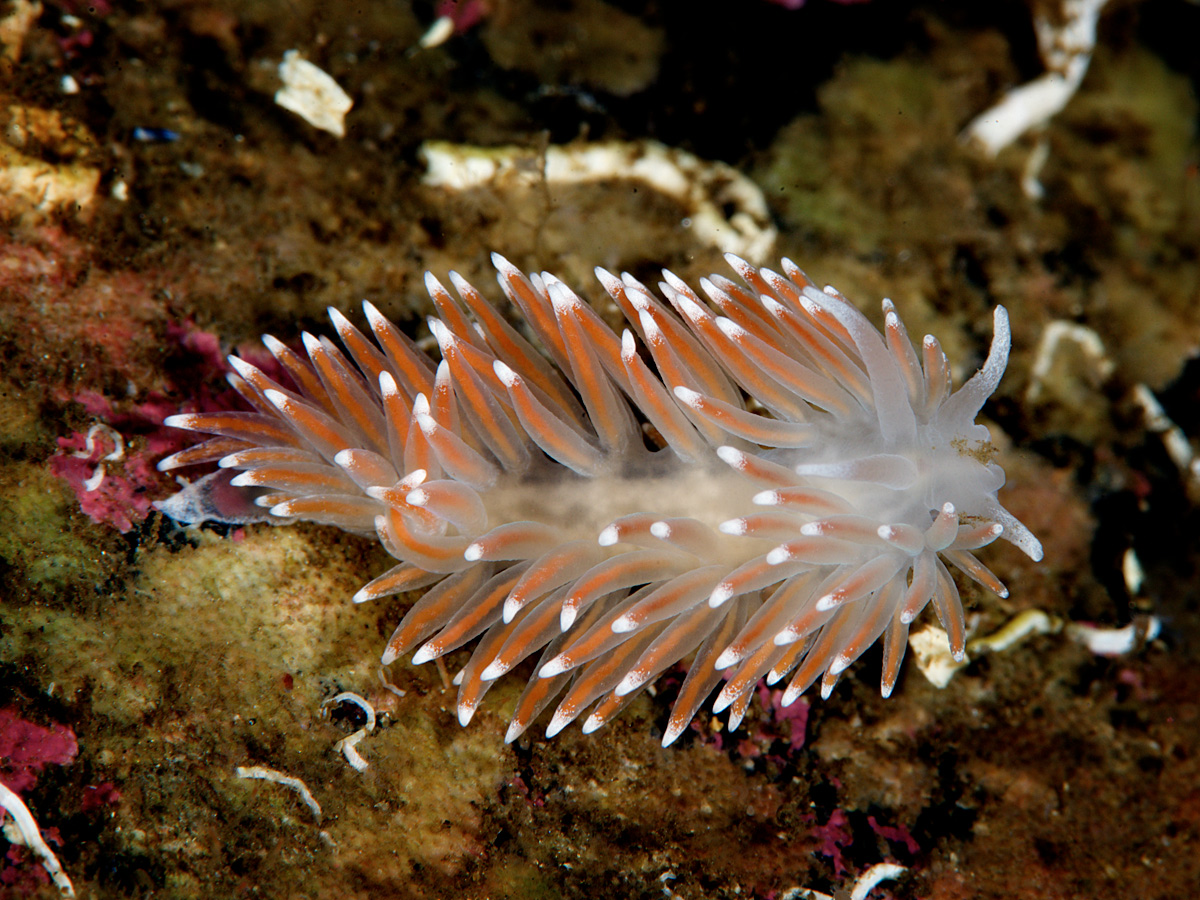
Carronella pellucida Flabellinidae
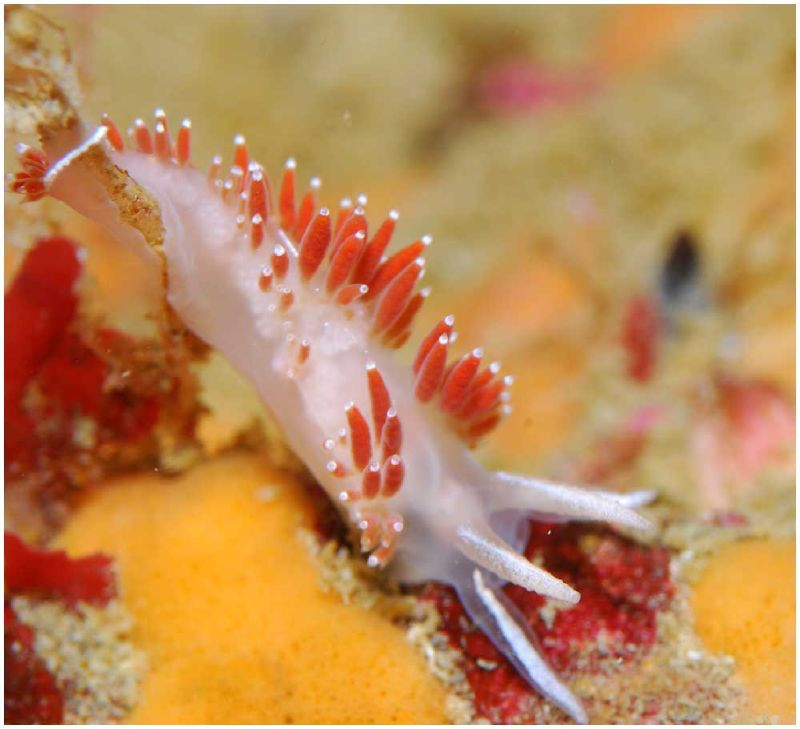
Coryphella verrucosa Coryphellidae
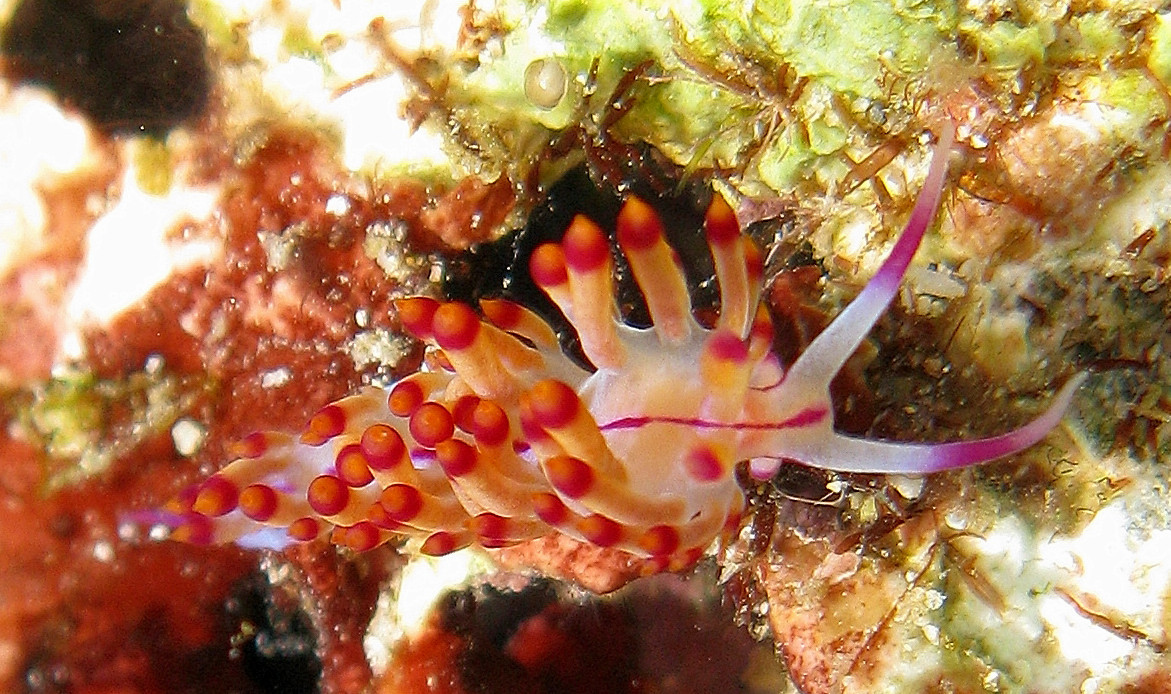
Coryphellina rubrolineata Flabellinidae
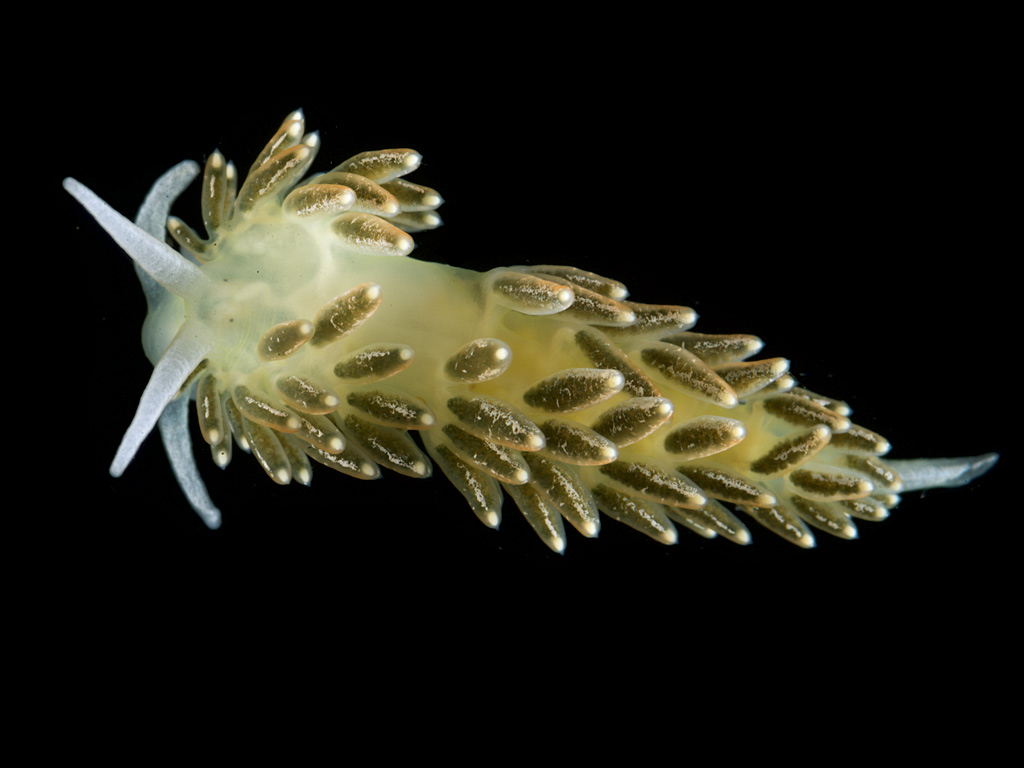
Diaphoreolis viridis Trinchesiidae
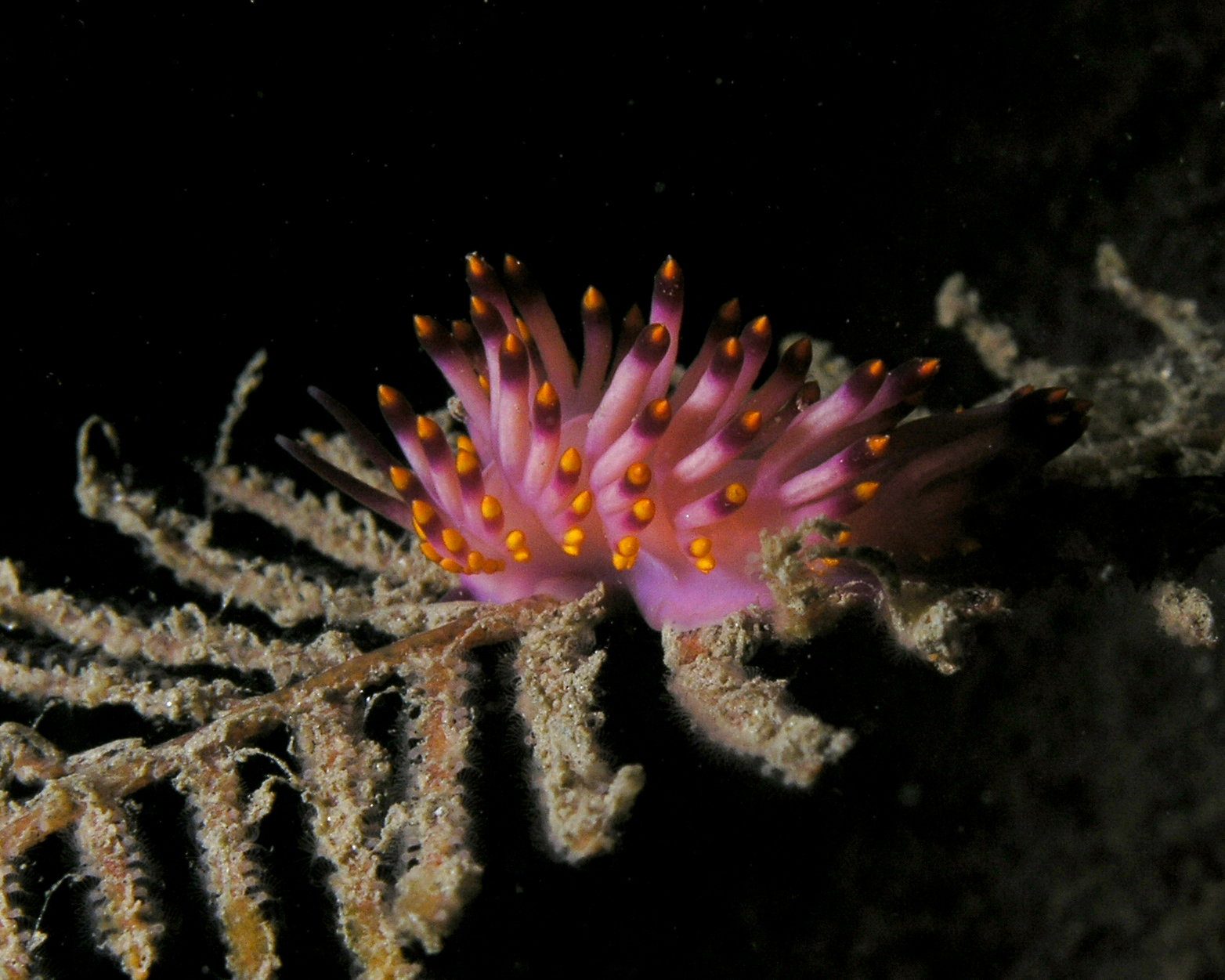
Edmundsella pedata Flabellinidae
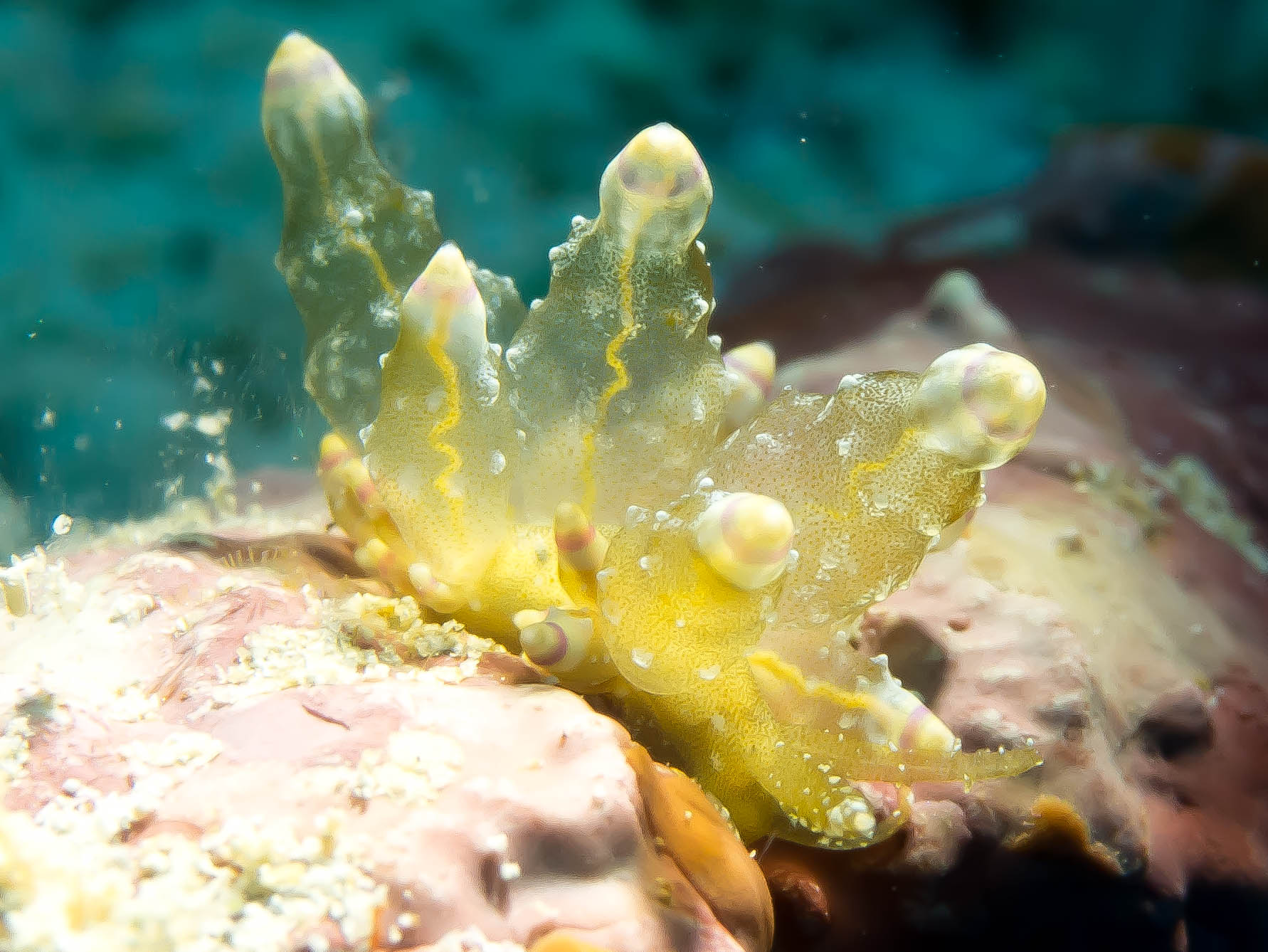
Eubranchus mandapamensis Eubranchidae
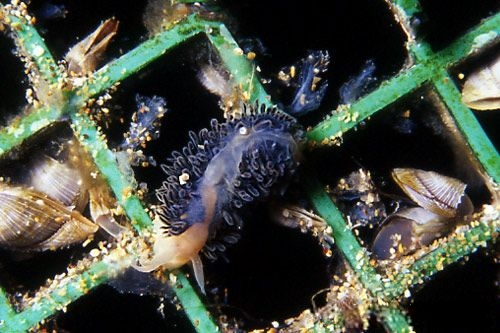
Fiona pinnata Fionidae
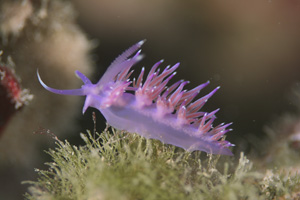
Flabellina affinis Flabellinidae
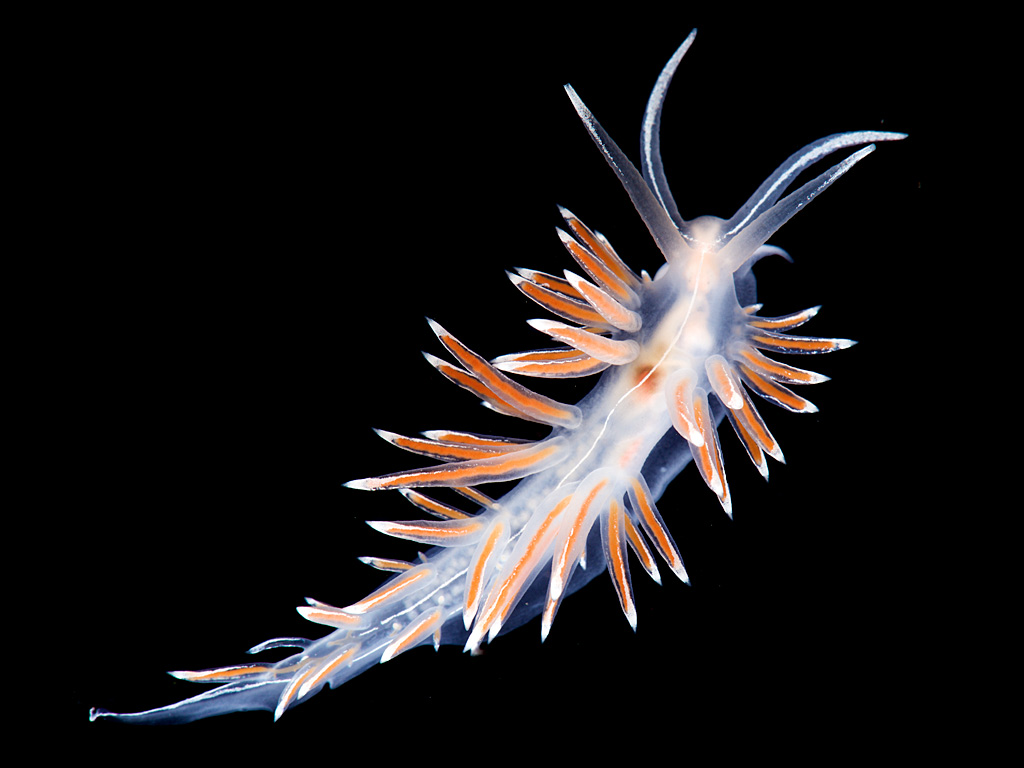
Fjordia lineata Coryphellidae
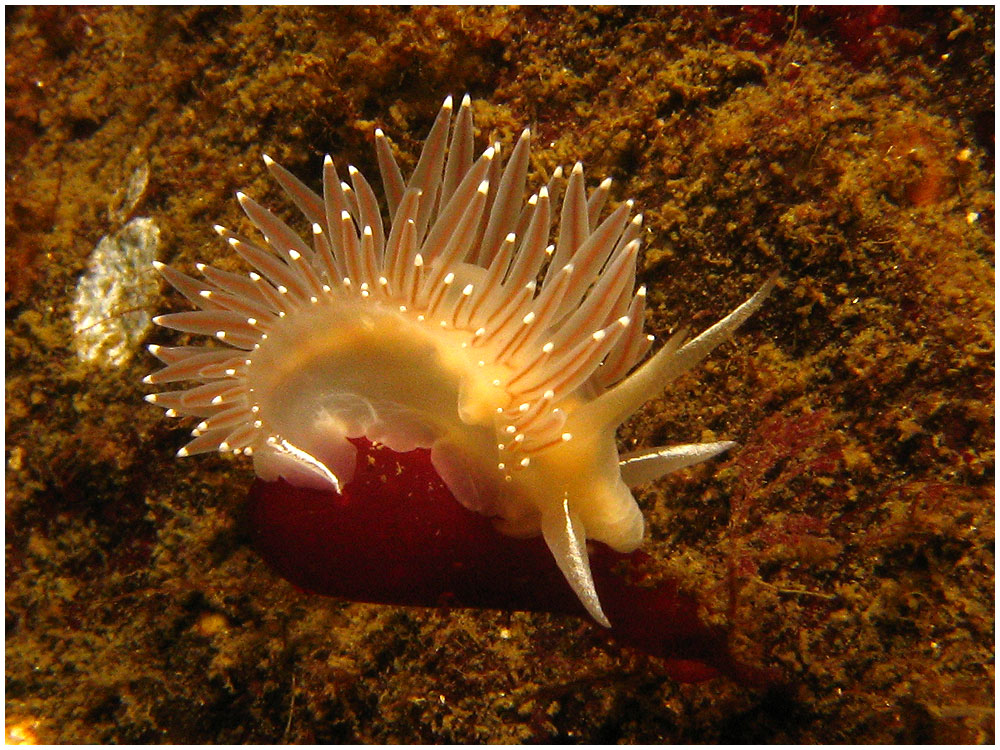
Himatina trophina Coryphellidae
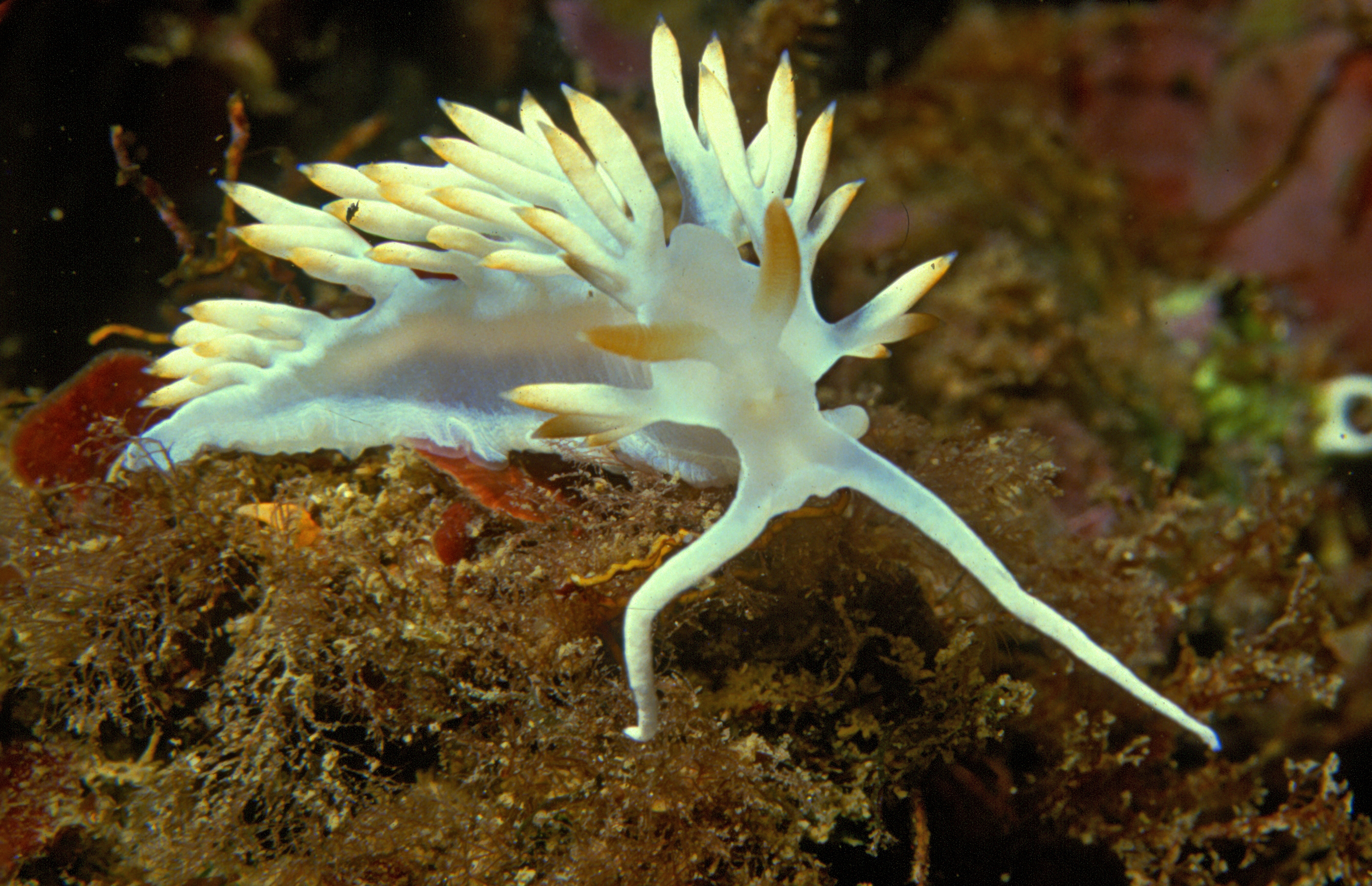
Luisella babai Samlidae
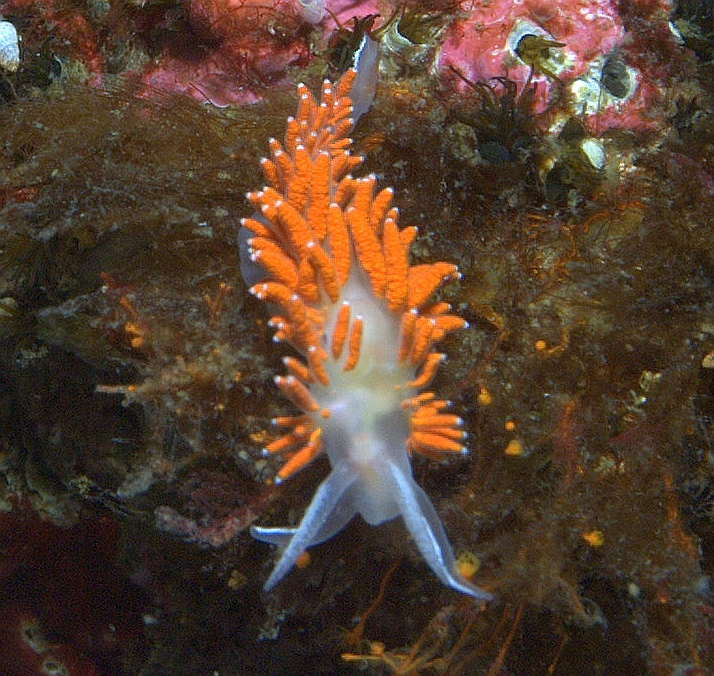
Microchlamylla amabilis Coryphellidae
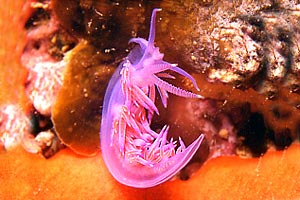
Paraflabellina ischitana Flabellinidae
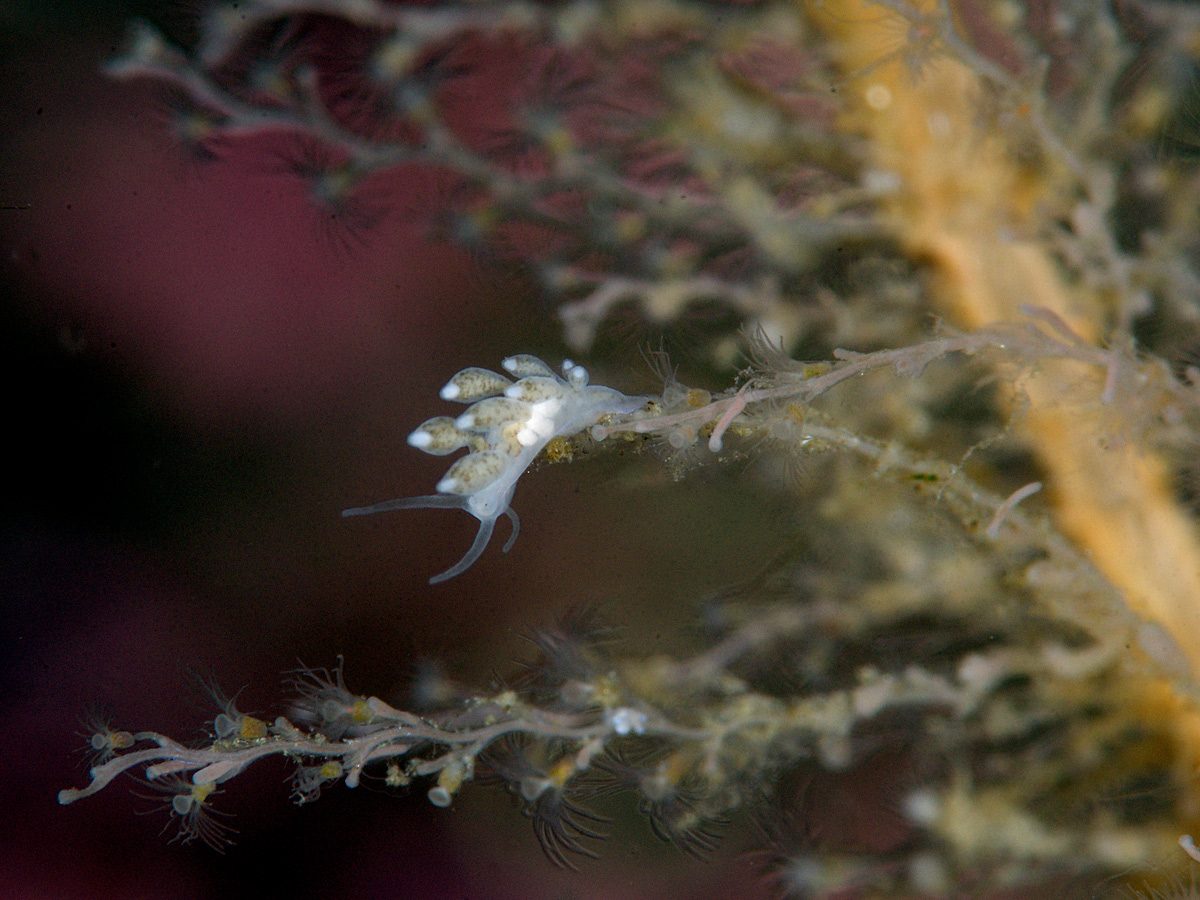
Tergipes tergipes Tergipedidae
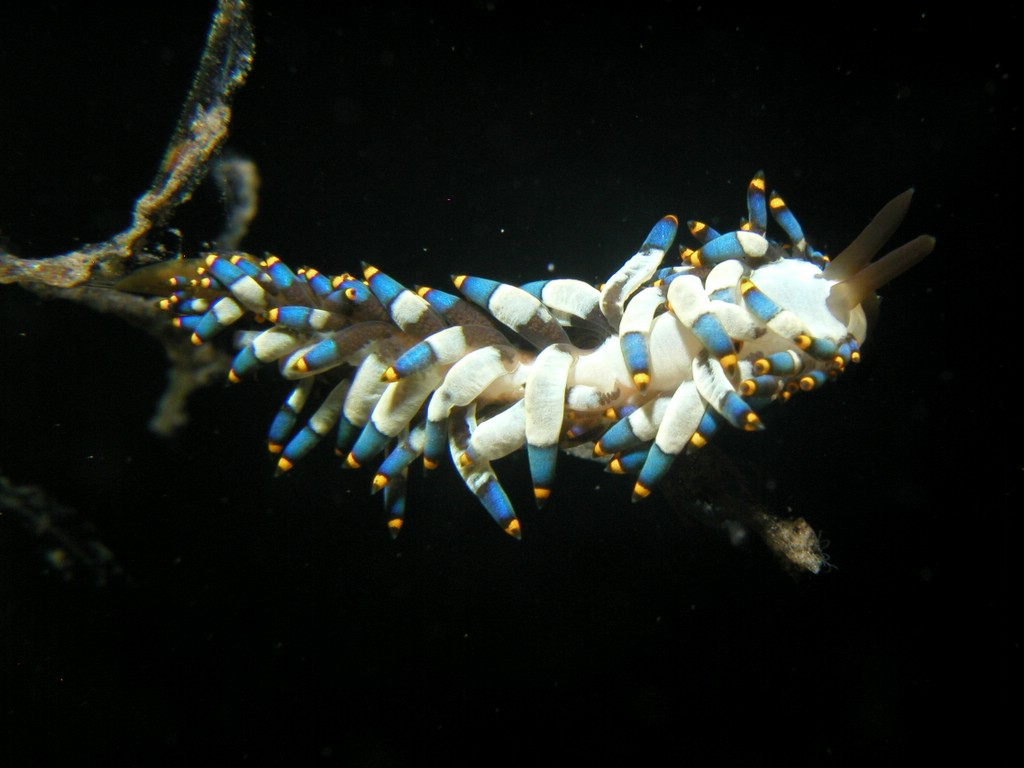
Trinchesia yamasui Trinchesiidae